# Paz Vega
María de la Paz Campos Trigo (Sevilla, 2 de enero de 1976), conocida por su nombre artístico Paz Vega, es una actriz, modelo y directora de cine española.
Su papel de Laura en la serie Siete vidas hizo que alcanzara un notable grado de popularidad. El reconocimiento en el cine le llegó con la película dirigida por Julio Medem Lucía y el sexo (2001), con la que ganó el Premio Goya a la mejor actriz revelación. Por su trabajo en Sólo mía, dirigida por Javier Balaguer, consiguió que la propusieran como candidata al premio a la mejor actriz principal.
Posteriormente, dio el salto a Estados Unidos con la película Spanglish (2004), dirigida por James L. Brooks y se consolidó como una actriz internacional participando en los largometrajes The Spirit (2008), nuevamente en Estados Unidos, Grace of Monaco (2014) en Francia y Estados Unidos, La vida inmoral de la pareja ideal (2016) en México o Rambo V: Last Blood (2019), de nuevo en el país norteamericano.En octubre de 2024 realizó su debut en la dirección con la cinta Rita, en la que retrataba la violencia machista desde la mirada de una niña.

## Biografía

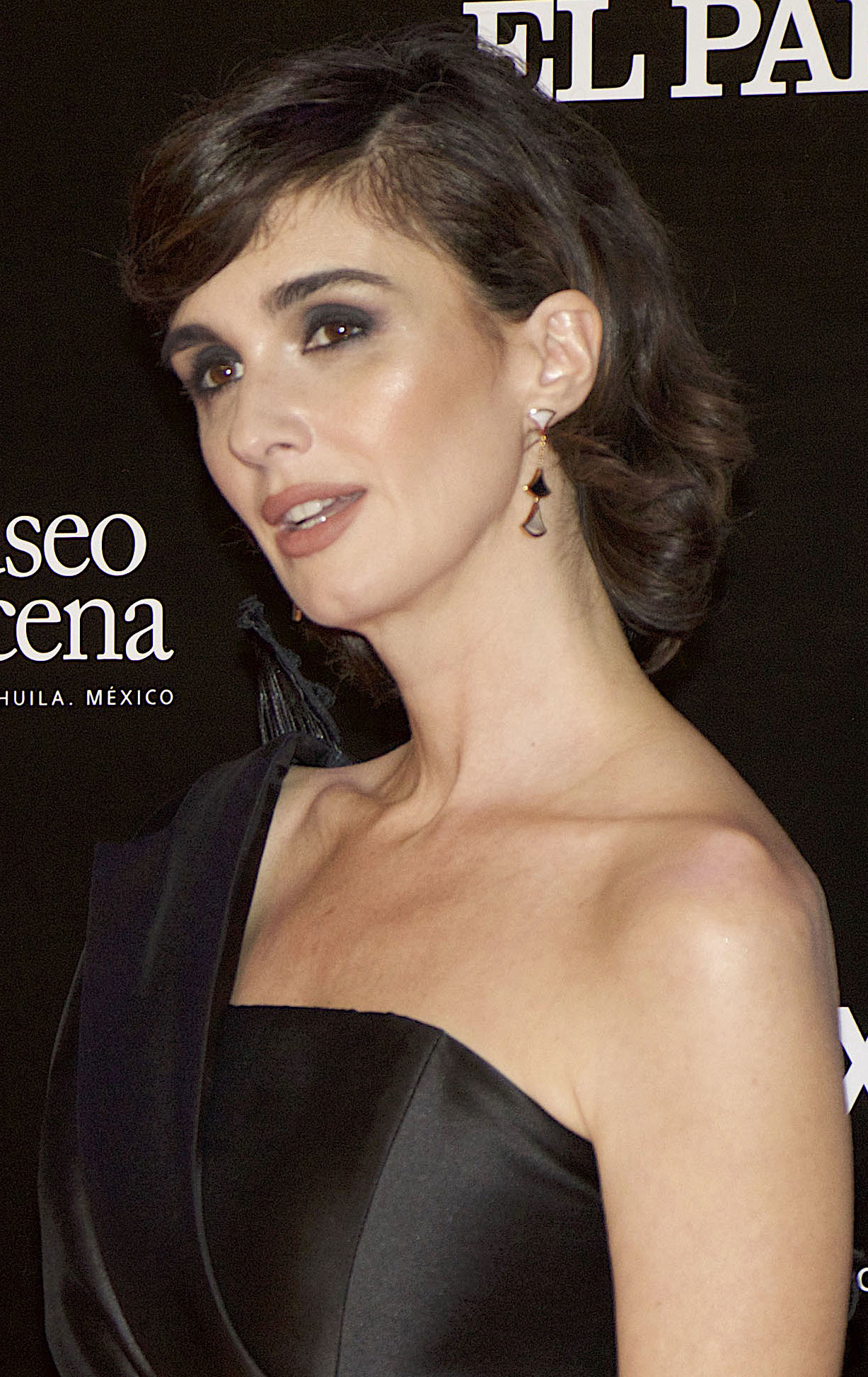
Paz Vega en los Premios Fénix 2018

Paz Campos Trigo nació el 2 de enero de 1976 en la ciudad de Sevilla. Es hija de Manuel Campos y de María de la Paz Trigo. Estudió en el colegio Santa Ana de la ciudad de Sevilla, y en el Instituto Gustavo Adolfo Bécquer del barrio de Triana de la misma ciudad. Dio sus primeros pasos como actriz en la Escuela de Teatro del colegio San José en la misma ciudad. Comenzó estudios de Ciencias de la Información, pero los abandonó y se trasladó a Madrid para dedicarse a la actuación. Adoptó el apellido «Vega» como parte de su nombre artístico como tributo a una de sus abuelas.

## Trayectoria profesional

### Primeros años
Consiguió papeles en series de televisión como Más que amigos, Compañeros y 7 vidas; en las que ya adoptó como apellido artístico «Vega». Su interpretación en 7 vidas le otorgó gran popularidad entre el público español gracias a las audiencias de la serie. El primer papel importante en cine fue el de Lucía y el sexo (2001) de Julio Medem. Debido al contenido erótico de la película y las numerosas escenas de desnudo, la actriz se convirtió en un verdadero símbolo sexual. El mismo año también protagonizó junto a Sergi López Sólo mía de Javier Balaguer. Fue candidata a los Premios Goya del año 2002 por ambas interpretaciones, obteniendo el premio a la mejor actriz revelación por su trabajo a las órdenes de Medem.

### Consolidación en el cine (2002-2016)
En el año 2002 participó en Hable con ella de Pedro Almodóvar, y también fue una de las protagonistas de El otro lado de la cama de Emilio Martínez-Lázaro, la película española más taquillera de ese año. En 2003 protagonizó junto a Leonardo Sbaraglia Carmen de Vicente Aranda: la actriz, interpretando la famosa y sensual gitana concebida par Prosper Mérimée se muestra con el pecho desnudo en varias escenas, consolidando su papel como sex symbol latino. En 2004 aceptó un papel en Estados Unidos en la película Spanglish, a las órdenes de James L. Brooks. También trabajó ese año en la producción española Di que sí junto a Santi Millán. En 2005 recibió el Premio a la mujer mejor calzada de España, en el Museo del Calzado de Elda y en el transcurso de un acto institucional.
En 2006 apareció en un video musical de Alejandro Sanz titulado «A la primera persona». Ese año interpretó a Caterina Sforza en la película Los Borgia dirigida por Antonio Hernández y poco después protagonizó La masseria delle allodole, dirigida por los hermanos Taviani. En noviembre de 2007, rodó bajo la dirección de Frank Miller el papel de Plaster of Paris en la película estadounidense de acción The Spirit, compartiendo reparto con Eva Mendes, Samuel L. Jackson y Scarlett Johansson. El 30 de mayo de 2008 recibió la medalla de la ciudad de Sevilla.
En octubre de 2008 se incorporó al reparto de la serie LEX, protagonizada por su antiguo compañero de reparto en Siete vidas, Javier Cámara. En 2009 siguió desarrollando su carrera internacional en la película Triage, donde compartió cartel con Colin Farrell y el legendario Christopher Lee. El 23 de mayo de 2010 recibió la medalla de oro de la provincia de Sevilla. Prosiguió su carrera con Burning Palms (2009) junto con Shannen Doherty y la producción española Don Mendo Rock ¿La venganza? (2010). Más adelante, dio su voz para la película de animación Madagascar 3: Europe's Most Wanted (2012) y dio por finalizado el rodaje de Los amantes pasajeros (2012), de Pedro Almodóvar. Posteriormente, interpretó a María Callas en Grace of Monaco (2014) junto a Nicole Kidman, quien encarnó a Grace Kelly. En 2015 recibió el Premio YoGa a la mejor actriz española por su papel en La ignorancia de la sangre (2014), película de Manuel Gómez Pereira.

### Regreso a televisión (2016-2021)
En 2016 participó en la serie de Netflix The OA en el papel de Renata Duarte. En 2019 volvió a interpretar a Renata en la segunda temporada de la serie. En 2017 protagonizó la serie de Telecinco Perdóname, Señor interpretando a Sor Lucía. En 2018 estrenó la ficción Fugitiva de Televisión Española, donde interpretó a Magda. Ese mismo año tuvo un papel recurrente en la serie El Continental como Belice y participó en un episodio de Paquita Salas, interpretándose a ella misma junto a Eva Santolaria.
En 2018 fue finalista de Master Chef Celebrity cayendo derrotada en la final por Ona Carbonell. En 2019 fue la antagonista de la telenovela Cuna de lobos de Televisa, en el proyecto Fábrica de sueños. Ese mismo año estrenó los largometrajes Rambo V: Last Blood, junto a Sylvester Stallone y ¡Ay, mi madre!, dirigida por Frank Ariza. En 2020 participó en un episodio de La casa de las flores en Netflix y fue concursante y ganadora de la primera edición española de Mask Singer, donde interpretó el personaje de Catrina. Un año más tarde, se incorporó al plantel de investigadores del mismo programa, en sustitución a Malú.
A finales de 2020 protagonizó la película australiana Chasing Wonders, junto a otros intérpretes españoles como Antonio de la Torre o Quim Gutiérrez. En junio de 2021 estrenó y protagonizó el largometraje de Macarena Astorga La casa del caracol junto a Javier Rey, en la que también participó la hija biológica de la actriz, Ava Salazar. Ese mismo verano participó en la comedia dirigida por Santiago Segura ¡A todo tren! Destino Asturias, dando vida a Clara.
En mayo de 2019 se anunció su papel protagonista para la película American Night, junto a Jonathan Rhys Meyers, Emile Hirsch y Jeremy Piven. En junio de 2021 se anunció la fecha de estreno para octubre de 2021. Para ese mismo mes tiene también pendiente de estreno el thriller 13 Minutes, dirigido por Lindsay Gossling. Rodó el largometraje El lodo, dirigido por Inaki Sánchez Arrieta, en 2020, que trata sobre los conflictos de una pareja. El director anunció la fecha de estreno para el 22 de octubre de 2021. En septiembre de 2021, fichó por Netflix para protagonizar la serie estadounidense Jigsaw, posteriormente renombrada como Caleidoscopio, donde interpretará a Ava Mercer, una abogada que se siente como en casa tanto ante un tribunal como en un campo de tiro.

### Inicio de su carrera como directora (2023-)
En mayo de 2023 comenzó el rodaje de su ópera prima como directora, 'Rita', basada en las vivencias de una niña en Sevilla en los años 1980.

## Vida personal
En 2002 se casó con el venezolano Orson Enrique Salazar Roa en Caracas, quien es oriundo de esa ciudad.
El 2 de mayo de 2007, en Madrid, dio a luz a su primer hijo, que se llama Orson Salazar Campos, como su padre. El 17 de julio de 2009 nació su segunda hija, una niña que se llama Ava Salazar Campos. El 13 de agosto de 2010 nació su tercer hijo, llamado Lenon Salazar Campos.
Aparece en la lista de morosos con la Hacienda española, con una deuda de 1,7 millones de euros en 2023 y de 2,3 millones en 2024.

## Filmografía

### Cine

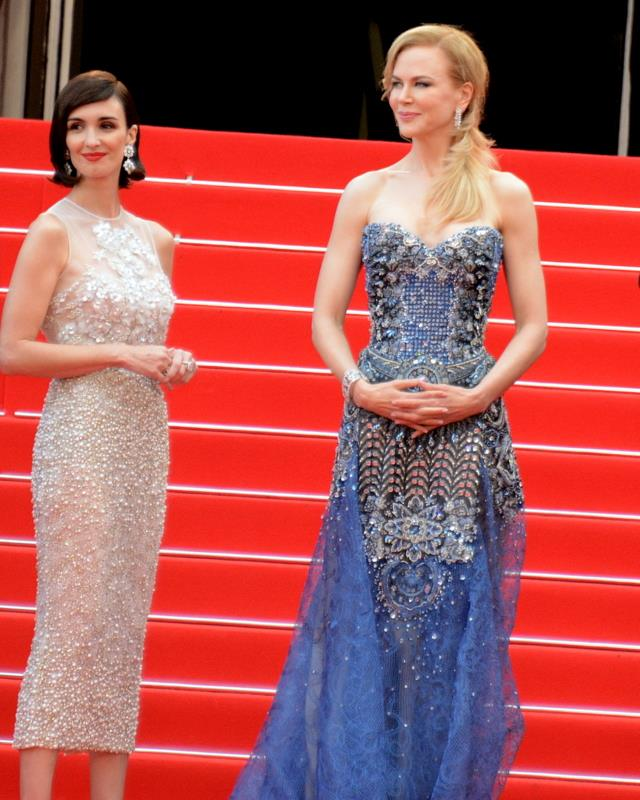
Paz Vega y Nicole Kidman, en Cannes 2014

| Año  | Título                                    | Director                 | Personaje                     |
| ---- | ----------------------------------------- | ------------------------ | ----------------------------- |
| 1998 | Perdón, perdón                            | Manuel Ríos San Martín   | María                         |
| 1999 | Zapping                                   | Juan Manuel Chumilla     | Elvira                        |
| 1999 | Nadie conoce a nadie                      | Mateo Gil                | Ariadna                       |
| 2000 | Sobreviviré                               | Alfonso Albacete         | Azafata                       |
| 2001 | Lucía y el sexo                           | Julio Medem              | Lucía                         |
| 2001 | Sólo mía                                  | Javier Balaguer          | Ángela                        |
| 2002 | Novo                                      | Jean-Pierre Limosin      | Isabelle                      |
| 2002 | El otro lado de la cama                   | Emilio Martínez-Lázaro   | Sonia                         |
| 2002 | Hable con ella                            | Pedro Almodóvar          | Amparo                        |
| 2003 | Carmen                                    | Vicente Aranda           | Carmen                        |
| 2004 | Di que sí                                 | Juan Calvo               | Estrella Cuevas               |
| 2005 | Spanglish                                 | James L. Brooks          | Flor                          |
| 2006 | Fundido a negro                           | Oliver Parker            | Lea Padovani                  |
| 2006 | Dame 10 razones                           | Brad Silberling          | Scarlet                       |
| 2006 | Los Borgia                                | Antonio Hernández        | Catalina Sforza               |
| 2007 | Teresa, el cuerpo de Cristo               | Ray Loriga               | Santa Teresa de Jesús         |
| 2007 | La masseria delle allodole                | Paolo y Vittorio Taviani | Nunik                         |
| 2008 | The Spirit                                | Frank Miller             | Escayola de París             |
| 2008 | Las seis mujeres de Henry Lefay           | Howard Gould             | Verónica                      |
| 2008 | The Human Contract                        | Jada Pinkett Smith       | Michael                       |
| 2009 | Burning Palms                             | Christopher Landon       | Blanca Juárez                 |
| 2009 | Triage                                    | Danis Tanović            | Elena Morales                 |
| 2009 | Not Forgotten                             | Dror Soref               | Amaya                         |
| 2010 | Vallanzasca - Gli angeli del male         | Michele Placido          | Antonella D'Agostino          |
| 2010 | Don Mendo Rock ¿La venganza?              | José Luis García Sánchez | Lola                          |
| 2011 | Cat Run                                   | John Stockwell           | Catarina                      |
| 2012 | María de Nazaret                          | Giacomo Campiotti        | María Magdalena               |
| 2012 | Las mil y una noches                      | Marco Pontecorvo         | Namuna                        |
| 2012 | Madagascar 3: Europe's Most Wanted        | Eric Darnell             | Yeguas (voz)                  |
| 2013 | Espectro                                  | Alfonso Pineda Ulloa     | Marta                         |
| 2013 | Los amantes pasajeros                     | Pedro Almodóvar          | Alba                          |
| 2014 | Kill the Messenger                        | Michael Cuesta           | Coral Baca                    |
| 2014 | El joven Paulo Coelho                     | Daniel Augusto           | Luiza                         |
| 2014 | La ignorancia de la sangre                | Manuel Gómez Pereira     | Consuelo                      |
| 2014 | Grace of Monaco                           | Olivier Dahan            | María Callas                  |
| 2015 | Beautiful & Twisted                       | Christopher Zalla        | Narcisa «Narcy» Véliz Pacheco |
| 2015 | All Roads Lead to Rome                    | Ella Lemhagen            | Giulia Carni                  |
| 2016 | La vida inmoral de la pareja ideal        | Manolo Caro              | Loles                         |
| 2019 | Rambo V: Last Blood                       | Adrian Grunberg          | Carmen Delgado                |
| 2019 | ¡Ay, mi madre!                            | Frank Ariza              | Pili                          |
| 2020 | Chasing Wonders                           | Paul Meins               | Adrianna                      |
| 2021 | La casa del caracol                       | Macarena Astorga         | Berta                         |
| 2021 | A todo tren. Destino Asturias             | Santiago Segura          | Clara                         |
| 2021 | American Night                            | Alessio Della Valle      | Sarah Flores                  |
| 2021 | El lodo                                   | Iñaki Sánchez Arrieta    | Claudia                       |
| 2021 | Frente al tornado                         | Lindsay Gossling         | Ana                           |
| 2022 | There Are No Saints                       | Alfonso Pineda Ulloa     | Nadia                         |
| 2022 | A todo tren 2. Sí, les ha pasado otra vez | Inés de León             | Clara                         |
| 2024 | Rita                                      | Debut como directora     | Mari                          |
| 2025 | Emperor                                   | Lee Tamahori             | María de Hungría              |

### Televisión

#### Series
| Año       | Título                    | Canal          | Rol                                 | Episodios    |
| --------- | ------------------------- | -------------- | ----------------------------------- | ------------ |
| 1997      | Menudo es mi padre        | Antena 3       | Olga                                | 6 episodios  |
| 1997      | Más que amigos            | Telecinco      | Olga                                | 28 episodios |
| 1998      | Compañeros                | Antena 3       | Luz                                 | 17 episodios |
| 1999-2006 | 7 vidas                   | Telecinco      | Laura Arteagabeitia Pérez           | 64 episodios |
| 2008      | LEX                       | Antena 3       | Rocío Janer                         | 4 episodios  |
| 2012      | Las mil y una noches      | Telecinco      | Namuna                              | 2 episodios  |
| 2015      | Big Time in Hollywood, FL | Comedy Central | Isabella Delgado                    | 4 episodios  |
| 2016      | La Hermandad              | Claro Video    | Luisa Salinas                       | 14 episodios |
| 2016-2019 | The OA                    | Netflix        | Renata Duarte                       | 7 episodios  |
| 2017      | Perdóname, Señor          | Telecinco      | Sor Lucía Medina Varo               | 8 episodios  |
| 2018      | Fugitiva                  | La 1 de TVE    | Magdalena «Magda» Escudero Pellicer | 9 episodios  |
| 2018      | Paquita Salas             | Netflix        | Ella misma                          | 1 episodio   |
| 2018      | El Continental            | La 1 de TVE    | Belice                              | 5 episodios  |
| 2019      | Cuna de lobos             | Las Estrellas  | Catalina Creel de Larios            | 25 episodios |
| 2020      | La casa de las flores     | Netflix        | Madre de Carmelita en 1980          | 1 episodio   |
| 2023      | Caleidoscopio             | Netflix        | Ava Mercer                          | 8 episodios  |

#### Programas
| Año  | Título                           | Canal         | Rol                | Episodios    |
| ---- | -------------------------------- | ------------- | ------------------ | ------------ |
| 2018 | MasterChef Celebrity             | La 1 de TVE   | Concursante        | 11 programas |
| 2019 | ¿Quién es la máscara?            | Las Estrellas | Invitada           | 1 programa   |
| 2020 | Mask Singer: adivina quién canta | Antena 3      | Ganadora (Catrina) | 6 programas  |
| 2021 | Mask Singer: adivina quién canta | Antena 3      | Miembro del jurado | 9 programas  |

## Premios y nominaciones
Premios Goya
| Año  | Categoría                                  | Película        | Resultado |
| ---- | ------------------------------------------ | --------------- | --------- |
| 2001 | Mejor interpretación femenina protagonista | Sólo mía        | Candidata |
| 2001 | Mejor actriz revelación                    | Lucía y el sexo | Ganadora  |
| 2025 | Mejor director novel                       | Rita            | Nominada  |

Fotogramas de Plata
| Año  | Categoría            | Película                 | Resultado |
| ---- | -------------------- | ------------------------ | --------- |
| 2001 | Mejor actriz de cine | Lucía y el sexo Sólo mía | Candidata |
| 2002 | Mejor actriz de cine | El otro lado de la cama  | Candidata |
| 2003 | Mejor actriz de cine | Carmen                   | Candidata |

Unión de Actores
| Año  | Categoría                                 | Película        | Resultado |
| ---- | ----------------------------------------- | --------------- | --------- |
| 2001 | Mejor interpretación protagonista de cine | Sólo mía        | Candidata |
| 2001 | Mejor interpretación revelación           | Lucía y el sexo | Candidata |

Premios del Cine Europeo
| Año  | Categoría                                                     | Película | Resultado |
| ---- | ------------------------------------------------------------- | -------- | --------- |
| 2003 | Premio de la audiencia a la mejor actriz protagonista de cine | Carmen   | Candidata |

Festival Internacional de Cine de Cannes
| Año  | Categoría                                   | Película        | Resultado |
| ---- | ------------------------------------------- | --------------- | --------- |
| 2001 | Trofeo Chopard a la mejor actriz revelación | Lucía y el sexo | Ganadora  |

Festival Internacional de Cine de Venecia
| Año  | Categoría                             | Resultado |
| ---- | ------------------------------------- | --------- |
| 2015 | Premio Internacional Starlight Cinema | Ganadora  |

Festival Internacional de Cine de San Sebastián
| Año  | Categoría             | Trabajo                      | Resultado |
| ---- | --------------------- | ---------------------------- | --------- |
| 2017 | Premio al Cine latino | Trayectoria en Latinoamérica | Ganadora  |

Phoenix Film Critics Society
| Año  | Categoría                              | Película  | Resultado |
| ---- | -------------------------------------- | --------- | --------- |
| 2004 | Mejor actriz revelación de la pantalla | Spanglish | Ganadora  |

Medallas del Círculo de Escritores Cinematográficos
| Año  | Categoría             | Película | Resultado |
| ---- | --------------------- | -------- | --------- |
| 2001 | Mejor actriz          | Sólo mía | Nominada  |
| 2024 | Mejor dirección novel | Rita     | Nominada  |

Premio a la mujer mejor calzada de España
| Año  | Categoría                                                        | Resultado |
| ---- | ---------------------------------------------------------------- | --------- |
| 2001 | Mujer mejor calzada de España concedido por el Museo del Calzado | Ganadora  |

Premio Sant Jordi
| Año  | Categoría             | Película                 | Resultado |
| ---- | --------------------- | ------------------------ | --------- |
| 2001 | Mejor actriz española | Lucía y el sexo Sólo mía | Ganadora  |

Premios Ondas
| Año  | Categoría    | Película        | Resultado |
| ---- | ------------ | --------------- | --------- |
| 2001 | Mejor actriz | Lucía y el sexo | Ganadora  |

Premios ASECAN
| Año  | Categoría                     | Película                      | Resultado |
| ---- | ----------------------------- | ----------------------------- | --------- |
| 2011 | Mejor interpretación femenina | Don Mendo Rock, ¿la venganza? | Candidata |

Festival de Cine de Roma
| Año  | Categoría                | Película | Resultado |
| ---- | ------------------------ | -------- | --------- |
| 2009 | Premio a la mejor actriz | Triage   | Candidata |

Premio Málaga Sur
| Año  | Categoría                                 | Trabajo     | Resultado |
| ---- | ----------------------------------------- | ----------- | --------- |
| 2016 | Extensa y exitosa trayectoria profesional | Trayectoria | Ganadora  |

TV Adicto Golden Awards 2019
| Año  | Categoría     | Trabajo       | Resultado |
| ---- | ------------- | ------------- | --------- |
| 2019 | Mejor villana | Cuna de lobos | Ganadora  |

## Distinciones honoríficas
- Hija Predilecta de Sevilla (30/05/2023).[72]